# Xyliphius barbatus
Xyliphius barbatus es una especie de pez de la familia Aspredinidae en el orden de los Siluriformes.

## Morfología
• Los machos pueden llegar alcanzar los 9,2 cm de longitud total.

## Hábitat
Es un pez de agua dulce y de clima templado.

## Distribución geográfica
Se encuentran en Sudamérica: es una especie  endémica del Argentina (cuencas de los ríos Paraguay  y Paraná).